# Читауребі (Душетський муніципалітет)
Читауребі (груз. ჩიტაურები) — село в Грузії.
За даними перепису населення 2014 року в селі проживає 10 осіб.